# Adolphe de Chesnel
Adolphe de Chesnel pseudonimo usato dal marchese Louis-Pierre-François de Chesnel de la Charbonelais (Belleville, 24 settembre 1791 – Parigi, 3 ottobre 1862) è stato uno storico ed enciclopedista francese.

## Biografia
Ufficiale di carriera, lasciò l'esercito dopo il 1820 con una pensione come tenente colonnello di fanteria e si trasferì a Montpellier dove lanciò un giornale, Le Conciliateur du Midi, recueil littéraire, commercial, agricole. Nel 1836 fondò anche Les Femmes, journal du siècle e contribuì a vari altri giornali.
Pubblicò, sotto diversi pseudonimi , poesie, opere storiche, osservazioni naturalistiche, nonché diversi dizionari sotto l'egida dell'Encyclopédie théologique, ou Série de dictionnaires sur toutes les parties de la science religieuse diretta dall'abate Jacques Paul Migne.
Era un cavaliere della Legione d'Onore.

## Principali pubblicazioni
- 1818: Poésies diverses ;
- 1818: Notice sur Henri IV et sur la conservation du berceau de ce prince pendant les troubles de la France en 1793 ;
- 1820: Histoire de la rose chez les peuples de l'antiquité et chez les modernes. Description des espèces cultivées, culture des rosiers, propriétés des roses, et leurs diverses préparations alimentaires, cosmétiques, etc. ;
- 1828: Voyages dans les Cévennes ;
- 1829: Le Luth des bruyères, ou Fleurettes poétiques ;
- 1830: Loisirs d'un anachorète ;
- 1836: Fleurs sur une tombe. À Élisa Mercœur, recueil de textes inédits ;
- 1838: L'Esprit et le cœur ;
- 1839: Usages, coutumes et superstitions des habitants de la Montagne Noire. Rééditions : Éditions du Groupe audois de recherche et d'animation ethnographique, Carcassonne, 1984 ; Éditions les Nuits blanches, Castres, 2003 ;
- 1843: Vie de Buffon ;
- 1845: Les Animaux raisonnent, examen philosophique de leur organisation, de leurs mœurs ;
- 1845: Le Livre des jeunes personnes, ou Tableau moral de la vie d'une femme, comme fille, sœur, épouse et mère ;
- 1846: Coutumes, mythes et traditions des provinces de France. Réédition : Éditions du Bastion, Bourg-en-Bresse, 2003.[3] ;
- 1847: L'Égypte ancienne et moderne ; Ouvrages encyclopédiques ;
- 1836: Biographie des femmes auteurs françaises ( [publication suspendue]) ;
- 1848: Dictionnaire de géographie sacrée et ecclésiastique, contenant le dictionnaire géographique de la Bible par Barbié Du Bocage, contenant en outre les tableaux suivants : tableau alphabétique de tous les lieux de la Terre Sainte, tableau synoptique de la France catholique en 1854, conversion des degrés en grades et des grades en degré, par M. l'abbé Riondey, avec L. Benoist de Matougues, publié par Jacques Paul Migne (3 volumes, 1848-1854) [4][5][6];
- 1849: Dictionnaire de géologie, suivi d'esquisses géologiques et géographiques, publié par Jacques Paul Migne, avec le Dictionnaire de chronologie universelle par M. Champagnac[7];
- 1853: Dictionnaire des merveilles et curiosités de la nature et de l'art, publié par Jacques Paul Migne[8];
- 1855: Dictionnaire de la sagesse populaire, recueil moral d'apophtegmes, axiomes de tous les temps et de tous les pays, publié par Jacques Paul Migne ;
- 1856: Dictionnaire des superstitions, erreurs, préjugés, et traditions populaires, où sont exposées les croyances des temps anciens et modernes, publié par Jacques Paul Migne ;
- 1857: Dictionnaire de technologie, étymologie et définition des termes employés dans les arts et métiers, publié par Jacques Paul Migne (2 volumes, 1857-1858)[9][10] ;
- 1862: Dictionnaire des armées de terre et de mer, encyclopédie militaire et maritime (2 volumes, 1862-1864) illustré par Jules-Antoine Duvaux.

Traduzione
- 1842: Samuel Dickson : Erreurs des médecins, ou Système chrono-thermal.